# Ben Webster Prize
Der Ben Webster Prize ist ein jährlich durch die Ben Webster Foundation vergebener Jazzpreis, mit dem dänische oder amerikanische Jazzmusiker oder andere Personen ausgezeichnet werden, die sich als Förderer des Jazz in den beiden Ländern verdient gemacht haben. Der Preis ist nach dem amerikanischen Musiker Ben Webster benannt, der die letzten zehn Jahre seines Lebens in Kopenhagen verbrachte und die Jazzszene der Stadt förderte. Die Preisgelder der Stiftung stammen aus den jährlichen Tantiemen Websters. Daneben wird (in den letzten Jahren regelmäßig) auch ein Ehrenpreis vergeben.
Der Preis wird in einer Feierstunde mit einem eigenen Konzert überreicht und findet daher in einem Jazzveranstaltungsort statt, häufig dem Jazzhus Montmartre, dem Søpavilionen, dem Copenhagen Jazzhouse, dem Dronningesalen der Königlichen Bibliothek, dem Jazzklub der Freistadt Christiania, Sofies Kælderen oder den Tivoli Gardens. Das Preisgeld beträgt derzeit (2014) DKK 25.000.

## Liste der Preisträger
- 1977 Jesper Thilo
- 1978 Simon Spang-Hanssen
- 1979 Erling Kroner
- 1980 Ole Molin
- 1981 Ernie Wilkins
- 1982 Jesper Lundgaard, Mads Vinding
- 1983 Marilyn Mazur, Bent Jædig
- 1984 Allan Botschinsky
- 1985 Jørgen Emborg, Cæcilie Norby
- 1986 Ole Kock Hansen
- 1987 Jens Winther
- 1988 Doug Raney
- 1989 Thomas Clausen
- 1990 Ben Besiakov
- 1991 Jonas Johansen, Tomas Franck
- 1992 Søren Kristiansen
- 1993 Kristian Jørgensen, Finn Ziegler
- 1994 Niels Jørgen Steen, Christina Nielsen
- 1995 Henrik Bolberg
- 1996 Jacob Fischer
- 1997 Svend-Erik Nørregaard, Carsten Dahl
- 1998 Benita Haastrup, Thomas Fryland
- 1999 (Ehrenpreis 90 Jahre Ben Webster) Alex Riel, Niels-Henning Ørsted Pedersen, Olivier Antunes
- 2000 Horace Parlan
- 2001 Pernille Bévort, Per Møller Hansen
- 2002 Christina von Bülow, Jens Klüver
- 2003 Bob Rockwell
- 2004 Jan Persson
- 2005 Jan zum Vohrde
- 2006 Morten Lund
- 2007 Fredrik Lundin
- 2008 Niels Lan Doky, Chris Minh Doky
- 2009 Lennart Ginman
- 2010 Kresten Osgood
- 2011 Bo Stief
- 2012 Jan Kaspersen
- 2013 Jacob Christoffersen
- 2014 Sinne Eeg
- 2015 Uffe Steen
- 2016 Heine Hansen
- 2017 Mathias Heise
- 2018 Jan Harbech / Henrik Gunde
- 2019 Kasper Tranberg
- 2020 Frands Rifbjerg
- 2021 Anders AC Christensen / Thomas Fonnesbæk
- 2022 Kathrine Windfeld
- 2023 Zier Romme Larsen / Emil de Waal
- 2024 Cornelia Nilsson

## Liste der Träger des Ehrenpreises (Ben Webster Prize of Honour)
- 1984 Børge Roger Henrichsen
- 1989 Papa Bue
- 1995 Ole Fessor Lindgreen
- 1996 Svend Asmussen
- 2002 Hugo Rasmussen
- 2003 Arnvid Meyer
- 2006 Ed Thigpen
- 2007 Erik Moseholm
- 2009 Lars Thorborg
- 2010 Ray Pitts
- 2011 Anders Stefansen
- 2012 Klaus Albrectsen
- 2013 Palle Mikkelborg
- 2014 Tove Enevoldsen
- 2015 Vincent Nilsson
- 2016 Ole Streenberg
- 2017 Jens Søndergaard
- 2019 Pierre Dørge und Finn Odderskov
- 2020 Elith „Nulle“ Nykjær
- 2022 Ann Farholt, Ole Olsen, Henrik Bay, Leonardo Pedersen, Mikkel Find, Jens Jefsen, Kjeld Lauritsen, Niels „Flipper“ Stuart
- 2023 Gorm Valentin